# Palazzo delle Meraviglie

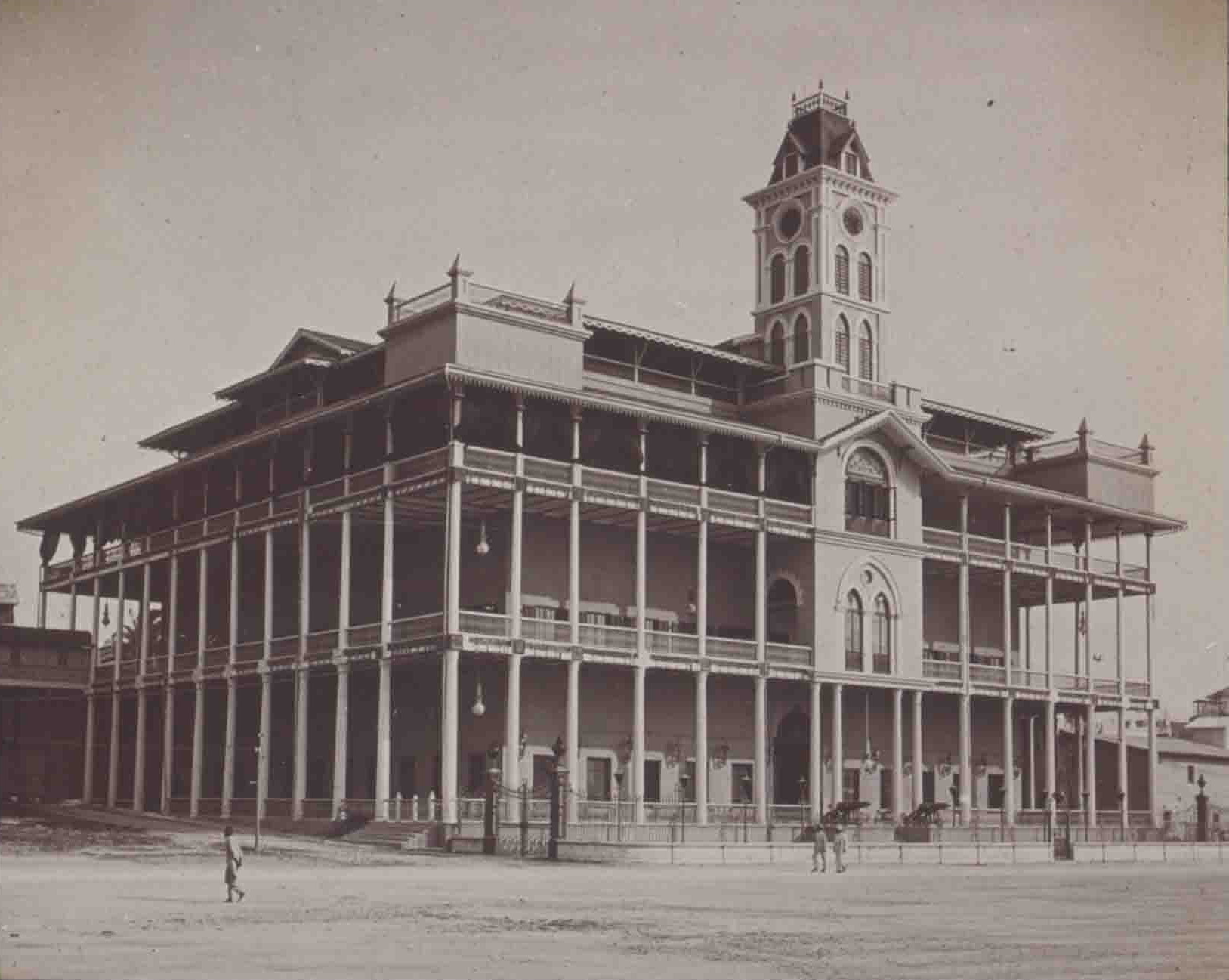
Il Palazzo delle Meraviglie in una fotografia del 1907

Il Palazzo delle Meraviglie o Casa delle Meraviglie (in inglese Palace of Wonders o House of Wonders, in arabo Beit-el-Ajaib) è uno dei più importanti edifici storici di Stone Town, a Zanzibar. Si trova sul lungomare di Mizingani Road. Deve la denominazione di "palazzo delle meraviglie" al fatto di essere la più grande struttura architettonica di Zanzibar e di essere stato il primo edificio dell'isola a essere dotato di energia elettrica; fu anche il primo edificio in tutta l'Africa orientale a essere dotato di ascensore. Fu edificato nel 1883 come edificio cerimoniale per volere del sultano Barghash bin Said, nella stessa posizione in cui in precedenza sorgeva la residenza della regina zanzibari Fatuma. Fu usato come residenza reale (dai sultani Hamoud bin Mohammed e Ali bin Hamud), palazzo del governo (dal 1911 fino alla rivoluzione di Zanzibar del 1964) e sede del partito di governo Chama Cha Mapinduzi (dal 1976).
Il palazzo venne bombardato dalla marina britannica durante la guerra anglo-zanzibariana (1896). La struttura principale subì solo danni minori, ma il faro che era posizionato in cima all'edificio fu distrutto; venne in seguito sostituito da una torre dell'orologio.

## Museo del Palazzo delle Meraviglie

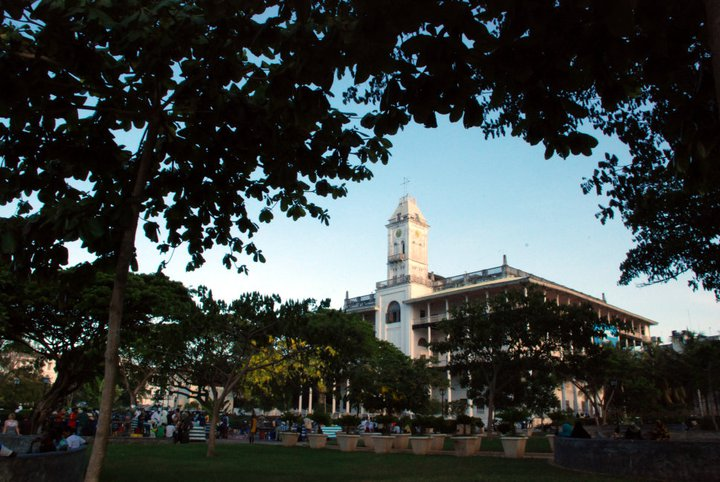
Vista sul palazzo dal lungomare di Mizingani Road

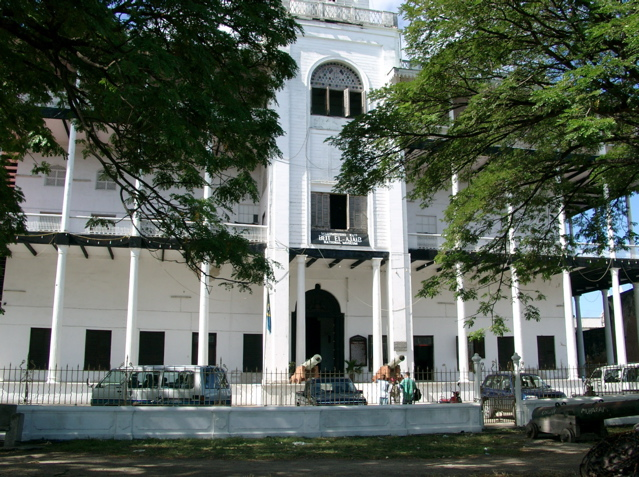
I cannoni portoghesi

Il palazzo ospita oggi un museo ("The House of Wonders Museum"), inaugurato nei primi anni 2000, che contiene esposizioni permanenti su una varietà di temi, tra cui la cultura dei dhow (sambuchi), il mtepe (una imbarcazione tradizionale della cultura swahili, di cui si può osservare una riproduzione in grandezza naturale), l'ambiente naturale della costa, e l'economia dei popoli swahili.
All'ingresso sono oggi esposti due cannoni di bronzo portoghesi del XVI secolo, finemente decorati, catturati dai persiani nel 1622 e in seguito passati nelle mani dei sultani di Oman, che li portarono a Zanzibar. Il più grande dei due cannoni porta il simbolo di re Giovanni III e una incisione con un planisfero.
Nell'interno della struttura sono conservate alcune delle automobili del presidente Abeid Karume, e nel cortile si tiene periodicamente un mercato di artigianato locale.

## Note

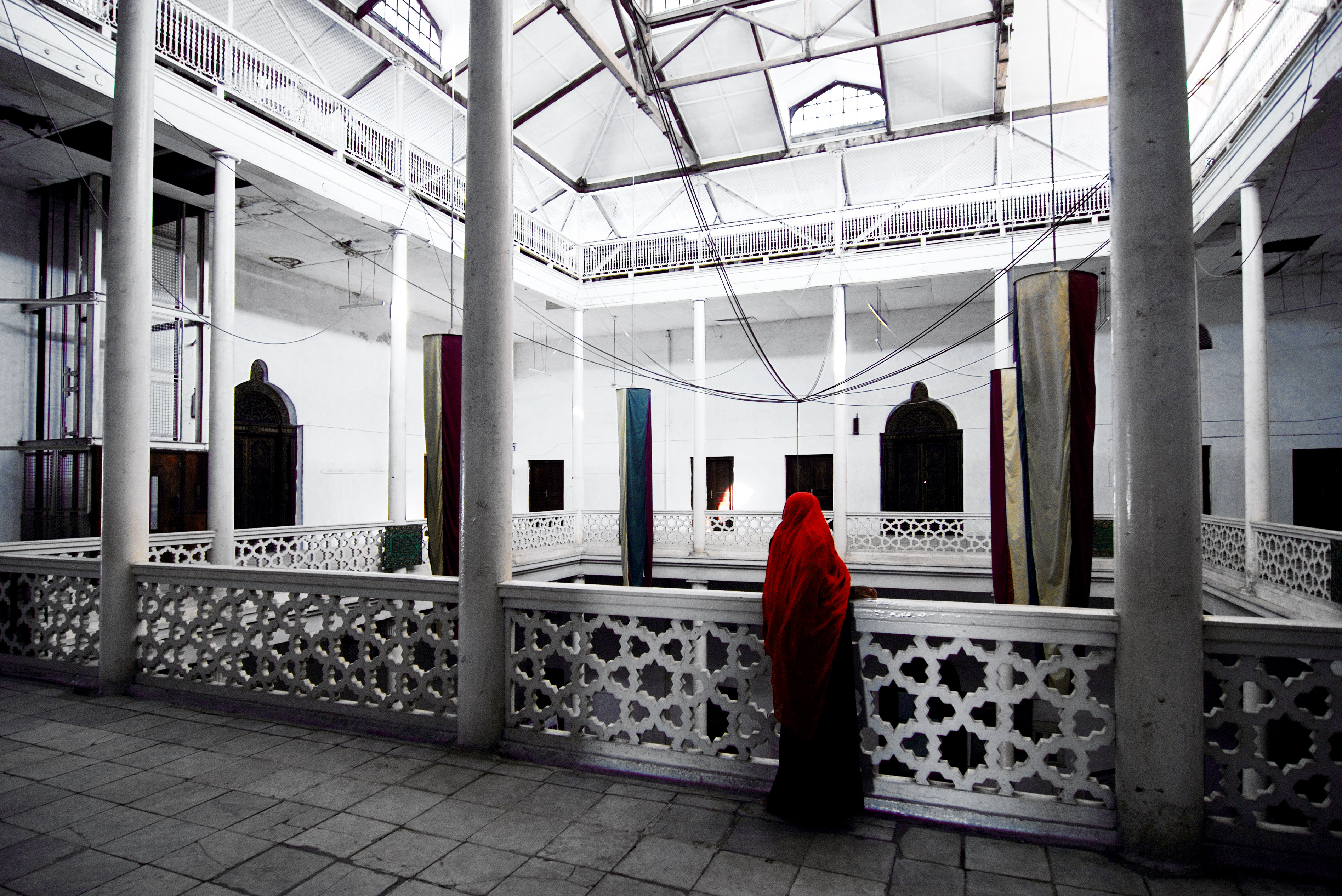
Interno del palazzo